# Atco Records
ATCO Records  (skrót od Atlantic Corporation) – amerykańska wytwórnia płytowa, założona w 1955 roku jako wytwórnia zależna od Atlantic Records (będącej od 1971 własnością Warner Music Group. W 1991 roku połączona z EastWest Records, w 2020 przywrócona przez Atlantic Records.

## Historia
Wytwórnia płytowa ATCO (skrót od Atlantic Corporation), powstała w 1955 roku jako oddział Atlantic Records. Wśród jego najważniejszych artystów, których płyty wydała byli: Bobby Darin, Sonny & Cher, Buffalo Springfield, Pete Townshend, Donny Hathaway, Roxy Music, Otis Redding, Genesis, Pantera a nawet The Beatles (jedyny singiel „Ain't She Sweet” z 1964 roku. Wytwórnia połączyła się w 1991 roku z EastWest Records, a z nazwy ATCO ostatecznie zrezygnowano. Nazwa ATCO pojawiła się ponownie w 2006 roku, tym razem w ramach Rhino Entertainment wraz z wydaniami plyt takich wykonawców jak: Scarlett Johansson, Keith Sweat, Queensrÿche i New York Dolls. W 2020 roku wytwórnia Atlantic Records postanowiła wznowić działalność ATCO pod kierownictwem swojego prezesa, Pete’a Ganbarga.

## Etykieta ATCO na płycie gramofonowej
Pierwsza etykieta Atco była w kolorze żółtym z czarnym nadrukiem. Skrót „ATCO” był wypisany białymi literami nad środkowym otworem. Litera „A” była umieszczona na tle czarnej liry muzycznej. Etykieta ta była używana w oryginalnych wydaniach w seriach od 33-101 do co najmniej 33-138.
Druga etykieta Atco była złota na górze i szara na dole z czarnym nadrukiem i była używana w albumach monofonicznych. „ATCO” zostało wydrukowane w kolorze szarym na białym pasku, umieszczonym nieco powyżej linii środkowej („AT” po jednej stronie i „CO” po drugiej stronie środkowego otworu). Etykiety albumów stereo były fioletowe na górze i brązowo-pomarańczowe na dole, z czarnym nadrukiem. Skrót „ATCO” był wydrukowany w kolorze brązowo-pomarańczowym na białym pasku, umieszczonym nieco powyżej linii środkowej. Informacja „Stereo” była wydrukowana pod „AT”. Później wprowadzono zmiany w szacie graficznej etykiet.

## Artyści
Wytwórnia ATCO wydała nagrania ponad 100 artystów, w tym:

- AC/DC
- Acker Bilk
- Andy MacKay
- Art Garfunkel
- Bad Company
- Barry Gibb
- Bee Gees
- Ben E. King
- Blind Faith
- Bobby Darin
- Brian Jones
- Bryan Ferry
- Buffalo Springfield
- Cactus
- Carmine Appice
- Cher
- Chuck Berry
- Cream
- Dee Dee Warwick
- Delaney & Bonnie and Friends
- Derek and the Dominos
- Dimebag Darrell
- Donny Hathaway
- Dream Theater
- Eric Burdon & the Animals
- Eric Clapton
- Focus
- Gary Numan
- Ginger Baker's Air Force
- Gregg Allman
- INXS
- Iron Butterfly
- John Lee Hooker
- Loudness
- Lulu
- Dr. John
- Manowar
- Maurice Gibb
- Max Middleton
- Michael Hutchence
- Muse
- Neil Young
- New York Dolls
- Otis Redding
- Pantera
- Pete Townshend
- Queensrÿche
- Roxy Music
- Sonny & Cher
- Steve Marriott
- The Beatles
- The Rembrandts
- The Troggs
- The Who
- Tim Bogert
- Traffic
- Trevor Rabin
- Vanilla Fudge
- Vince Martell
- Yes[4].